# Tincey-et-Pontrebeau
Tincey-et-Pontrebeau è un comune francese di 84 abitanti situato nel dipartimento dell'Alta Saona nella regione della Borgogna-Franca Contea.

## Società

### Evoluzione demografica
Abitanti censiti